# Apache: Air Assault
Apache: Air Assault là một game mô phỏng không chiến dành cho hệ máy Microsoft Windows, PlayStation 3 và Xbox 360.  Chính hãng Gaijin Entertainment của Nga, công ty nổi tiếng nhất với trò MMO lấy bối cảnh Thế chiến II War Thunder đã phát triển tựa game này và được hãng Activision phát hành vào năm 2010.

## Lối chơi
Apache: Air Assault thuộc thể loại mô phỏng không chiến giao cho người chơi điều khiển một số loại trực thăng tấn công Apache. Mục tiêu chính của hầu hết các nhiệm vụ trong game là xuất kích ngăn chặn các cuộc tấn công khủng bố từ thế lực thù địch ở những khu vực hư cấu, vốn xảy ra nhiều biến động do chiến tranh tàn phá.
Ngoài dòng trực thăng Apache ra thì game còn có cả loại phi cơ A-10 và máy bay không người lái. Tất cả các máy bay có thể chơi được đều có thể được tùy chỉnh bằng đề can. Ngoài ra, người chơi có thể chọn các bố trí điều khiển khác nhau tương ứng với bộ điều khiển của mình.
Game có hỗ trợ phần chơi nối mạng cục bộ và trực tuyến. Trong phần chơi nối mạng cục bộ, hai người chơi có thể chơi trên cùng một máy chơi game console có cùng góc nhìn như phi công và xạ thủ trên một chiếc máy bay trực thăng. Riêng phần chơi trực tuyến cho phép thực hiện các nhiệm vụ co-op tối đa bốn người chơi cùng lúc mà mỗi người chơi điều khiển loại máy bay trực thăng của riêng mình.

## Đón nhận
Apache: Air Assault nhận được nhiều đánh giá trái chiều từ giới phê bình, với IGN và GameSpot đều chấm cho game 7,5/10 điểm. Nhà phê bình game Chace Frost của PlayStation Weekly đã trao thưởng cho Apache: Air Assault một chiếc cúp đồng. Frost cho rằng phần đồ họa của tựa game này chỉ trên mức trung bình, nhưng phần chơi mạng thì tệ hại.